# Свети Йоан Предтеча (Асеновград)
Вижте пояснителната страница за други значения на Свети Йоан Кръстител.
„Свети Йоан Предтеча“ или „Свети Яни“ е средновековна църква в Асеновград, България.

## Архитектура
Църквата се издига живописно на непристъпна отвесна скала в западните покрайнини на Асеновград. Времето на построяването ѝ се определя различно, от към XI до XIII-XIV век, въз основа на архитектурните ѝ белези.
Сградата е с дължина 8 м., широчина 5,5 м и височина около 5 м., еднокорабна, едноапсидна, без притвор. Към 1819 г. все още имала купол. По строеж прилича изключително много на църквата при Асеновата крепост. Зидарията е от ломени камъни, редуващи се с тухлени пояси. Най-добре запазен е градежът на олтара. Фасадите са украсени с по пет слепи арки на северната и южната страна и с три дълбоки арки от запад. Апсидата отвън има тристенна форма и три малки прозорчета. Дебелината на зидовете е 1 м. В тях са вградени негледжосани тръбички за акустика. Характерен елемент са шестте наподобяващи бойници процепа високо на северната стена, които в случай на нужда помагали църквата да се превърне в истинска крепост. Вероятно по тази причина тя е известна сред местното население с прозвището „Бойницата“.
Дълги години църквата задоволява богослужебните нужди на града, но явно в края на XVIII или началото на XIX век е полуразрушена – най-вероятно по време на кърджалийските нападения. Възстановена е непосредствено след това, с променена горна част и с дървен покрив (заменен по време на последните реставрационни работи). Първичното изписване, сигурно в лошо състояние тогава, било покрито с мазилка.
Според арх. Стоилов храмът е равностоен по значимост на този в Асенова крепост. Цялостно и задълбочено проучване не е правено, с изключение на подробно архитектурно заснемане през 1983 година, когато стените на наоса са сондирани за откриване на стенна живопис.

## Живопис
Стенописите на храма са почистени през 2000 г. От Средните векове са запазени само две изображения, датирани по стилови особености от началото на XIII век: св. Йоан Кръстител в ниша вдясно от иконостаса и Срещата на Мария с Елисавета във втория регистър на южната стена, непосредствено над олтара. Три стенописни образа на Иисус Христос, Света Богоридица и св. Йоан Кръстител датират от 1804 г.